# فهرست بازیگران زن ژاپنی
فهرست بازیگران زن ژاپنی (انگلیسی: List of Japanese actresses)، فهرستی از هنرمندان و بازیگران زن ژاپنی است که بر اساس حروف الفبای فارسی و نام خانوادگی، مرتب شده‌است.
این فهرست کامل نیست و به تدریج تکمیل خواهد شد.

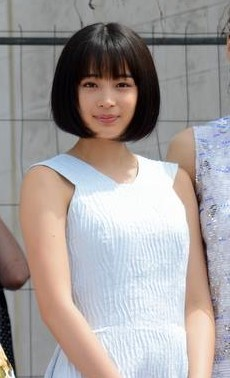
سوزو هیروسه در سال ۲۰۱۵

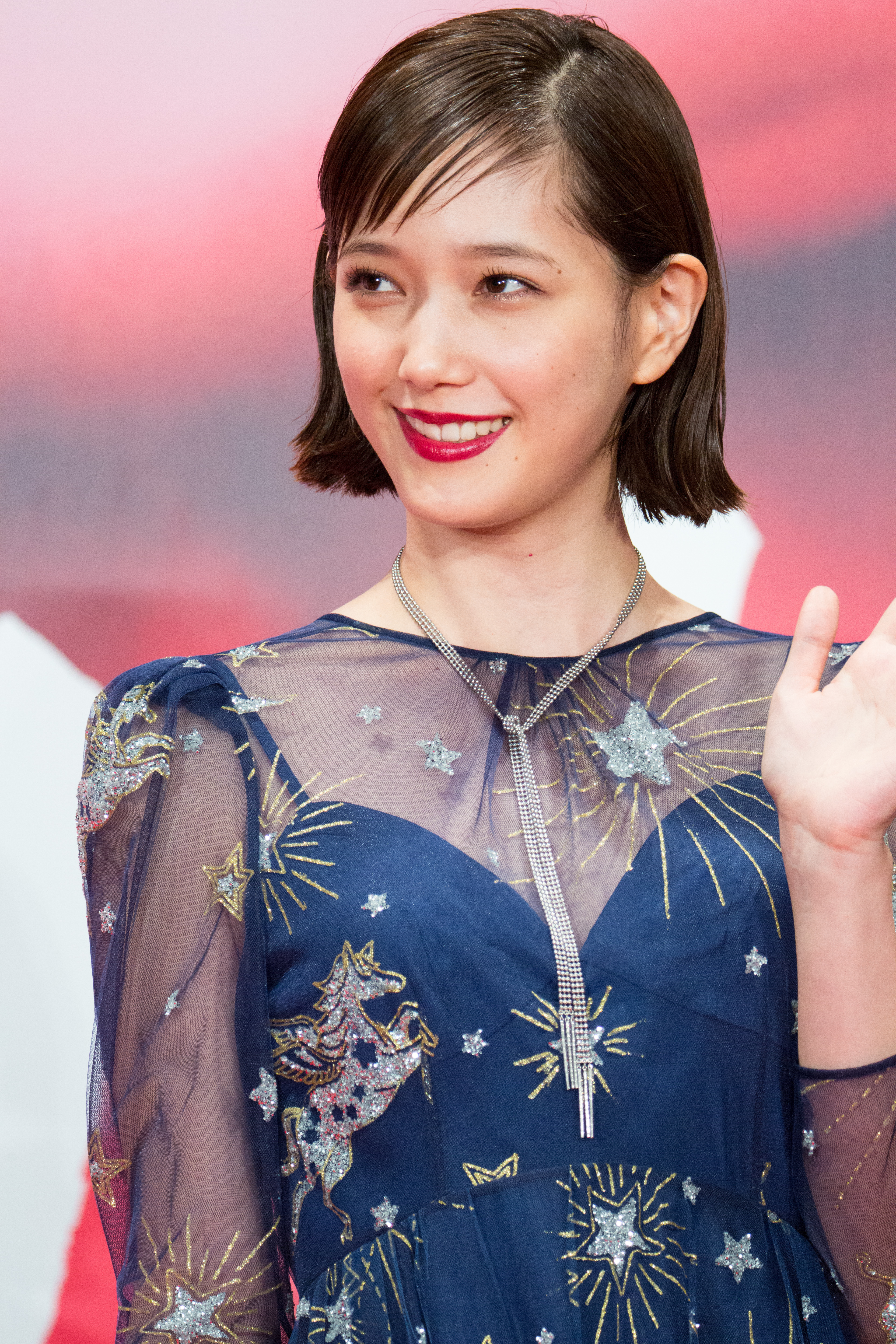
سوباسا هوندا در سال ۲۰۱۷

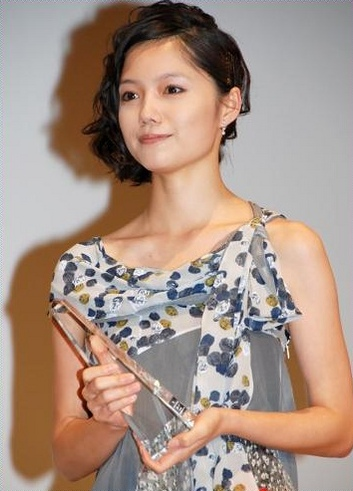
آئویی میازاکی در سال ۲۰۰۹

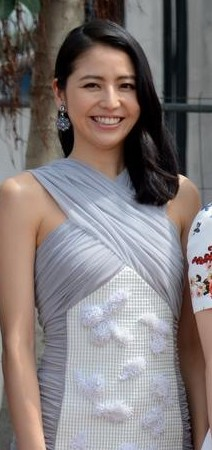
ماسامی ناگاساوا در سال ۲۰۱۵

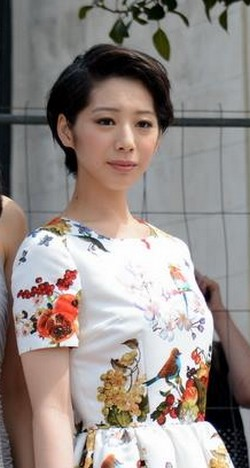
کاهو در سال ۲۰۱۵

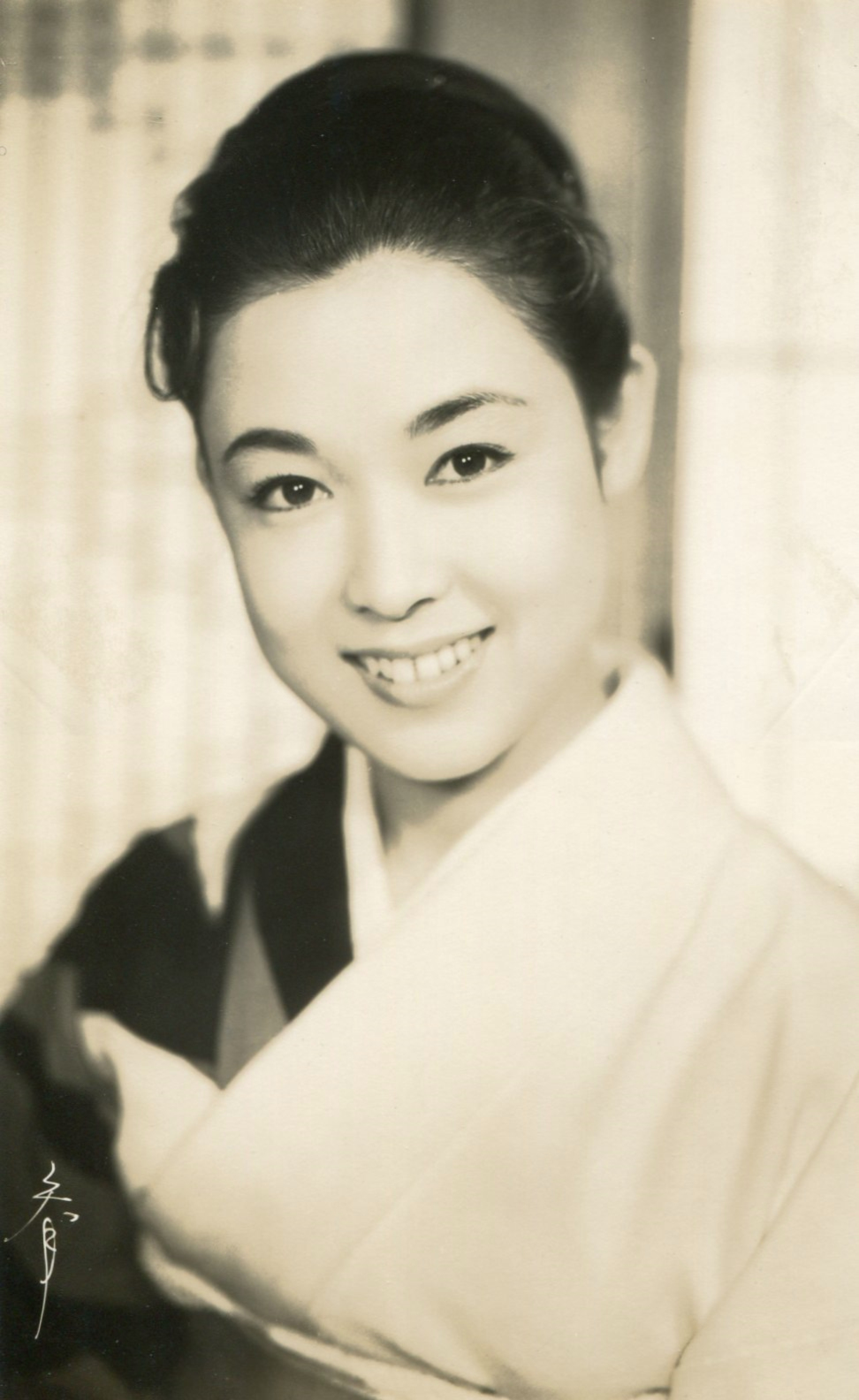
آیاکو واکائو در دههٔ ۱۹۵۰

## آ
- ناتسومی آبه
- ریکا آداچی
- یومی آداچی
- ساکی آیبو
- شوکو آیدا
- رینا آیزاوا
- کیوکو آیزومه
- سایاکا آکیموتو
- کومیکو آکیوشی
- یوکی آمامی
- ساکورا آندو
- یو آئویی
- مایوکو آوکی
- تسورو آئوکی
- میچیو آراتاما
- کاسومی آریمورا
- موموکا آریاسو
- نانا آساکاوا
- آسانو آتسوکو
- یوکو آسانو
- روریکو آسائوکا
- کومیکو آسو
- یومی آسو
- چیکاگه آواشیما
- هاروکا آیاسه
- نامی آمورو

## الف
- یوکو اراکی
- یوئی اراگاکی
- ماکیکو اسومی
- ریکا ایزومی
- یوئی ایچیکاوا
- ریهو ایدا
- هارونا ایکوبو
- ایلیزا ایکدا
- چیزورو ایکه‌واکی
- رینو ایکوما
- آنی ای
- هارومی اینوئه
- مائو اینوئه
- تاکاکو ایریه
- آیومی ایشیدا
- هیکاری ایشیدا
- یوریکو ایشیدا
- آنا ایشی‌باشی
- ساتومی ایشی هارا
- ماکو ایشی نو
- آیومی ایتو
- میساکی ایتو
- سیری ایتو
- شیما ایواشیتا
- ریکا ایزومی
- ریکو اوهارا
- ساکوراکو اوهارا
- سوزوکا اوهگو
- ماریکو اوکادا
- یوکیکو اوکاموتو
- مگومی اوکینا
- آیا اوماسا
- یوکو اوشیما
- چیهیرو اوتسوکا
- سایوری اویامادا
- سایا ایری
- یوکی اوچیدا
- رینا اوچی یاما
- تاکاکو اوئه هارا
- جوری اوئنو
- آیا اوئتو
- میوشی اومه‌کی

## ب
- چیکو بایشو
- میتسوکو بایشو

## ت
- توموکو تاباتا
- میکاکو تابه
- یوکاری تاچیبانا
- رنی تاکاگی
- آی تاکاهاشی
- کیکو تاکاهاشی
- رین تاکاناشی
- آتسوکو تاکاهاتا
- هیدکو تاکامینه
- فوبوکی تاکانه
- ریکو تاکاشیما
- کئیکو تاکه‌شیتا
- یوکو تاکه‌اوچی
- میوری تاکیموتو
- سارا تاکاتسوکی
- امی تاکی
- شیوری تامایی
- چیه تاناکا
- اری تاناکا
- کینویو تاناکا
- میساکو تاناکا
- یوشیکو تاناکا
- نائومی تانی
- نوریکو تاتسومی
- اریکا تودا
- کیکو تودا
- یوکیکو تودوروکی
- ریه توموساکا
- تسوگومی
- تائو تسوچیا

## چ
- چارا
- ریکو چیبا

## ح
- می‌نامی حمابه

## د
- رینا دوستانه

## ر
- ریو

## ز
- نائومی زایزن

## س
- هیناکو سائکی
- یوکی سایتو
- هیوری ساکورادا
- نانامی ساکورابا
- آیاکا ساساکی
- هیروکو ساتو
- یاسوکو ساواگوچی
- میو ساوای
- اریکا ساواجیری
- میوکی ساواشیرو
- آساکا ستو
- میکی سوگیموتو
- هانا سوگیساکی
- آن سوزوکی
- هونامی سوزوکی
- کیوکا سوزوکی

## ش
- کو شیباساکی
- میرائی شیدا
- آیهی شینا
- هاروکا شیمازاکی
- میسا شیمیزو
- ماریکو شینودا
- ریوکو شینوهارا
- توموئه شینوهارا
- ماری شیراتو

## ف
- ری فو
- یوکو فوکی
- سومیکو فوجی
- تاکاکو فوجی
- مینا فوجی
- میزوکی فوکومورا
- شیهو فوجیمورا
- یومیکو فوجیتا
- ایاکو فوجیتانی
- میواکو فوجیتانی
- نوریکا فوجیوارا
- کیوکو فوکادا
- مایوکو فوکودا
- اری فوکاتسو
- کازوئه فوکی‌ایشی
- مایوکو فوکودا
- ریلا فوکوشیما
- هاروکا فوکوهارا

## ک
- کاهو
- موگی کادوواکی
- میکو کاجی
- شیهوری کانجییا
- بونکو کانازاوا
- میهو کاننو
- یو کاشی
- ناگیسا کاتاهیرا
- ای کاتو
- ناتسوکی کاتو
- هارونا کاواگوچی
- آمی کاوایی
- رینا کاوایی
- اومیکا کاواشیما
- نائوکو کن
- رینکو کیکوچی
- ری کیکوکاوا
- فومینو کیمورا
- تائه کیمورا
- یوشینو کیمورا
- کیکو کیشی
- کایوکو کیشیموتو
- میری کیریتانی
- کی کیتانو
- کیکو کیتاگاوا
- مائو کوبایاشی
- ساتومی کوبایاشی
- کیوکو کویزومی
- فوجیکو کوجیما
- آیاکا کوماتسو
- نانا کوماتسو
- آریسا کمیا
- هیروکو کونیشی
- مانامی کونیشی
- میساکو کوننو
- کویوکی
- هاروکا کودو
- یوکی کودو
- کوماکی کوری هارا
- سومیکو کوری شیما
- چیاکی کوری‌یاما
- فوکومی کورودا
- هیتومی کوروکی
- هارو کوروکی
- میسا کوروکی
- تتسوکو کورویاناگی
- کوهارو کوسومی
- کوتسونا شیئوری
- ماچیکو کیو
- یوئی کویکه

## گ
- آیامه گوریکی
- کومیکو گوتو
- ماکی گوتو

## م
- هوشینو ماری
- یوکو ماکی
- ارینا مانو
- تاکاکو ماتسو
- ایری ماتسوی
- مایو ماتسواوکا
- ناناکو ماتسوشیما
- موئکو ماتسوشیتا
- نائو ماتسوشیتا
- واکانا ماتسوموتو
- کیکو ماتسوزاکا
- سایومی میچی‌شیگه
- میمورا
- هیروکو میتا
- نوبوکو میاموتو
- جونکو میاشیتا
- ساکورا میاواکی
- آئویی میازاکی
- ری میازاوا
- ایاکا میوشی
- میکی میزونو
- کائوری موموئی
- کاناکو موموتا
- کانا موری
- نائوکو موری
- یوکو موریگوچی
- شیگرو موروئی
- سوزوکا موریتا
- سوزوکازه مایو
- واکامورا مایومی

## ن
- ماسامی ناگاساوا
- مئی ناگانو
- آنا ناگاتا
- میدوری ناکا
- رییسا ناکا
- آنا ناکاگاوا
- یوکی ناکاما
- سائمی ناکامورا
- تامائو ناکامورا
- میکی ناکاتانی
- میهو ناکایاما
- شینوبو ناکایاما
- ماری ناتسوکی
- ماساکو ناتسومه
- نانائو
- توشی نگیشی
- ریسا نیگاکی
- فومی نیکاایدو
- یوکی نیناگاوا
- نائومی نیشیدا
- ماریا نیشیوچی
- یوکو نوگیوا
- ماهو نونامی

## و
- آیاکو واکائو
- ایساکو واشیو
- اریکو واتانابه
- ناتسونا واتانابه
- نوریکو واتانابه
- آکیکو واکابایاشی

## ه
- می هاما
- آیومی هاماساکی
- ساچیه هارا
- ستسوکو هارا
- تومویو هارادا
- آی هاشیموتو
- کانا هاشیموتو
- مانامی هاشیموتو
- یوشیه هایاساکا
- هیروکو هایاشی
- آکاری هایامی
- ماری هنمی
- ریوکو هیروسوئه
- آلیس هیروز
- سوزو هیروسه
- سوباسا هوندا
- ماکی هوریکیتا

## ی
- کاتالینا یوئه
- مایومی یامازاکی
- کائورو یومی
- آکیکو یادا
- هیروکو یاکوشیمارو
- ایسوزو یامادا
- یو یامادا
- میاکو یاماگوچی
- موموئه یاماگوچی
- توموکو یاماگوچی
- فوجیکو یاماموتو
- هیکارو یاماموتو
- مایومی یاماموتو
- میزوکی یاماموتو
- هیرونا یامازاکی
- نارومی یاسودا
- کیمیکو یو
- ریوکو یونه کورا
- سایوری یوشیناگا
- یوریکو یوشی‌تاکه
- آی یوشیکاوا